# Чирпой
Чирпой (от айн. «чирипои», переводится как «мелкие птицы»; ранее — северный Тчирпой, Требунго-Тчирпой) — крупнейший из островов Чёрные Братья средней группы Большой гряды Курильских островов. Административно входит в Курильский городской округ Сахалинской области. Необитаем.

## Название
В основе названия острова лежит айнское слово «чирипои», которое переводится как «мелкие птицы». То же самое слово лежит в основе айнских имён полуострова Чирип, а также обоих вулканов Двугорбого хребта на Итурупе — северного Чирипа и южного Чирипа (современное название — Богдан Хмельницкий).
В составном айнском названии Чирпоя Требунго-Чирпой компонент (т)ре(б/п)ун означает «открытое море, голомя». Этим названием остров обособляется от соседнего острова Брат-Чирпоева, у которого составное айнское наименование Янги-Чирпой происходит от айнского янкэ — «возвышаться». Та же дихотомия, отражающая айнский взгляд на более высокий остров как осевой, а более низкий как «мористый», окраину, наблюдается в айнских названиях островов Ушишир (Рыпонкича и Янкича).
Та же смысловая пара («гористый остров» — «мористый остров») прослеживается в айнских названиях соседствующих друг с другом островов Ребун и Рисири у северо-западного побережья Хоккайдо.

## География
Находится на северо-востоке субархипелага Чёрные Братья. Отделен проливом Сноу (Быстрый) от расположенного в 2,7 км к юго-западу меньшего по площади острова Брат-Чирпоев, проливом Буссоль — от острова Симушир, расположенного в 69 км северо-восточнее. На острове Чирпой находятся два действующих вулкана: Чёрного (624 м) и Сноу (395 м). Наивысшая точка — гора Чирпой (691 м). Сформирован из андезито-базальтов. Узкая песчаная коса соединяет с островом полуостров Лапка. В 20 км северо-западнее находится ближайший к островам Чёрные Братья остров Броутона.

## История

### В Российской Империи
С 1747 по 1877 годы на северном Чирпое, а также соседнем острове Урупе существовали долговременные российские поселения, в которых проживали русские, айны, алеуты и камчадалы.
Во время своих зимовок 1767/1768 годов на Симушире и 1768/1769 годов на Урупе сотник Чёрный своими поборами настроил против россиян местное население («мохнатых»). Озлобленные действиями Чёрного и других купцов, айны в 1771 году взбунтовались и перебили многих русских на островах Чирпой (точнее, на острове Маканрур, объединяемом с Чирпоем и Брат-Чирпоевым в единый условный Семнадцатый остров) и Уруп.
Отдельное описание Чирпоя (хоть и объединяемого с Брат-Черпоевым под общим названием Чирпоой) всё же имеется у Г.И. Шелихова в его «Путешествии г. Шелехова с 1783 по 1790 год из Охотска по Восточному Океану к Американским берегам...»:

Чирпоой, седьмыйнадесять остров, в длину и ширину простирается на 25 верст, и разделяется проливом в 4 версты; в проливе на Кекурах плодятся Ары и топорки.
Первый остров по тамошнему называется Репунки гиркосы; на нем горелая сопка, из которой по всему острову наметало каменья. Мыс сего острова, вытянувшийся к проливу шестнадцатого, называется Тонукарасы, что значит, что с оного смотрят чрез пролив. Тут есть песчаная губа, но по всегдашнему волнению отстой и для Байдар опасен. Лисиц красных на острове, а Бобров и Нерпы кругом острова весьма мало. Для пищи ростет коренья и черемши довольно, так как и на прочих островах. Лесу кроме прутнику рябинного не ростет ни какого. На сем острове речек нет ни каких; в одном только месте бежит из утесу ключ кислого вкуса, как квас, а когда согреется, то в воде кислота пропадает.

В 1811 году жители 13-го Курильского острова Расшуа сообщили российскому мореплавателю Василию Головнину следующие сведения об острове Чирпой:
По их мыслям, остров Симусир, или 16-й, есть последний из принадлежащих России; Уруп и все острова от него к S принадлежат Японии, а Тчирпой и Бротонов остров ни тем, ни другим не принадлежат, но остаются нейтральными. Остров Северный Тчирпой они называют Требунго-Тчирпой, то есть Тчирпой на Курильской стороне; южный Тчирпой именуют Янги-Тчирпой, или Тчирпой на Мохнатой стороне. Бротонов же остров у них называется Макинтур, что означает на курильском языке «северный». Они себя, то есть жителей Курильских островов, принадлежащих России, называют курильцами, полагая, что имя это принадлежит собственно им одним, а прочих курильцев зовут просто мохнатыми.
Во времена гидрографического описания Курильских островов В. М. Головниным и П. И. Рикордом острова Чёрные Братья и остров Броутона в восприятии местных жителей учитывались как единый условный остров Семнадцатый:
Острова Требунго-Тчирпой и Янги-Тчирпой разделены весьма узким проливом и находящийся недалеко от них к NW почти голый, небольшой остров Макинтор, или Бротонова остров, они разумеют под общим названием семнадцатого острова…
Симодский трактат 1855 года признал права Российской империи на остров, однако в 1875 году он, как и все находившиеся под российской властью Курилы, был передан Японии в обмен признание российских прав на Сахалин.

### В составе Японии
В 1875—1945 годах принадлежал Японии.
Согласно административно-территориальному делению Японии остров стал относиться к уезду (гуну) Уруппу (т.е. Уруп в японском произношении), который охватывал не только сам Уруп, но и все острова на север до Броутона. Уезд в свою очередь входил с 1876 по 1882 год в состав провинции Тисима под управлением Комиссии по колонизации Хоккайдо; с 1882 до 1886 года — в состав префектуры Нэмуро, после — префектуры Хоккайдо.

### В составе СССР/РСФСР-России
В 1945 году по итогам Второй мировой войны перешел под юрисдикцию СССР.
2 февраля 1946 года включён в состав Южно-Сахалинской области.
2 января 1947 года включён в состав Сахалинской области РСФСР, ныне Российской Федерации.

### Особая позиция Японии по территориальной принадлежности острова
Используя в территориальном споре с Россией фактор Сан-Францисского мирного договора 1951 года, который не был подписан СССР, японское правительство, тем не менее, опирается на те варианты толкований договоренностей между союзниками — СССР, США, Великобританией и Китаем — которые подкрепляют японскую позицию. В частности, поскольку в Сан-Францисском договоре не оговаривается, в пользу какого государства Япония отказывается от своих прав на Курилы, принадлежность острова, по мнению японского правительства, до сих пор не определена, а за Россией признаётся лишь «фактический контроль».

## Флора и фауна
Севернее о. Чирпой проходит важная флористическая граница разделяющая Курильские острова на северные и южные.
Островной тюлень на Чирпое сосредоточен в бухте Песчаной.